# Oswald Schäfer

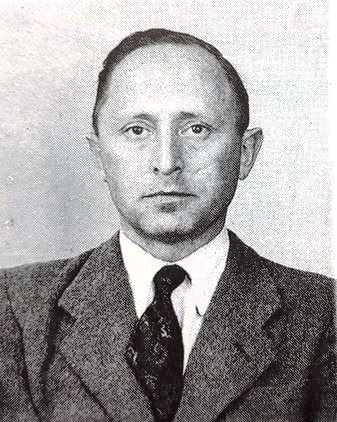
Oswald Schäfer, um 1937

Oswald Theodor August Wilhelm Schäfer (* 14. Juni 1908 in Braunschweig; † 9. November 1991 in Hamburg) war ein deutscher Jurist und SS-Führer. Schäfer war Leiter der Staatspolizeistellen Wesermünde-Bremerhaven, Reichenberg und München sowie Führer des Einsatzkommandos 9 der Einsatzgruppe B.

## Leben

### Vorkriegszeit und Zweiter Weltkrieg
Schäfer studierte Rechtswissenschaften in Berlin und promovierte zum Dr. jur. Bereits am 1. April 1933 trat er in die NSDAP (Mitgliedsnummer 1.772.081) und SA ein. Mitglied der SA blieb er bis zu seinem Eintritt in die SS (SS-Nummer 272.488) am 1. Januar 1936.
Nach Beendigung seines Studiums war er von 1935 bis August 1937 bei der Gestapo in Berlin Referent von Werner Best im SS-Hauptamt Sicherheitspolizei, bevor er ab dem 1. September 1937 zum Leiter der Staatspolizeistelle Wesermünde (Stapo Wesermünde)–Bremerhaven bestellt wurde. Im Mai 1940 übernahm er im Sudetenland die Stapostelle Reichenberg.
Im Oktober 1941 löste Schäfer, inzwischen im Rang eines SS-Sturmbannführers, SS-Obersturmbannführer Albert Filbert von der Führung des Einsatzkommandos 9 (EK 9) der Einsatzgruppe B ab. Diese Einheit der Einsatzgruppen der Sicherheitspolizei und des SD war im September 1941 überwiegend mit der Partisanenbekämpfung im Raum Wizebsk beschäftigt gewesen, als ab dem 8. Oktober 1941 mit der „Liquidierung der im Getto [sic] befindlichen Juden“ von Wizebsk begonnen wurde. Nach den Ereignismeldungen (EM) 90 vom 21. September 1941, EM 92 vom 23. September 1941, EM 124 vom 25. Oktober 1941 und EM 148 vom 19. Dezember 1941 wurden „insgesamt 4090 Juden beiderlei Geschlechts erschossen“. Am 21. Oktober 1941 verlegte das EK 9 seinen Standort nach Wjasma und blieb dort bis Mitte Dezember 1941. Ende Februar 1942 übergab Schäfer die Führung des EK 9 an SS-Obersturmbannführer Wilhelm Wiebens.
Vertretungsweise war er vom 20. Dezember 1941 bis Anfang Februar 1942 Inspekteur der Sicherheitspolizei und des SD (IdS) in München. Schäfer wurde durch das Reichssicherheitshauptamt (RSHA) im März 1942 zum Leiter der Stapoleitstelle München ernannt und bekleidete diese Funktion bis 1945. Während dieser Zeit war er zeitweise Vorgesetzter von Kriminalsekretär Robert Mohr, der im Februar 1943 Sophie Scholl in der Münchener Gestapozentrale vernahm. Schäfer war in den Tagen vom 18. bis zum 20. Februar 1943 sowohl in die Vernehmung von Sophie Scholl als auch in die ihres Bruders Hans Scholl indirekt involviert. Anfang September 1942 wurde er zum SS-Obersturmbannführer befördert. Zudem war er Kriminal- und Oberregierungsrat.

### Nach dem Krieg
Nach Kriegsende lebte Oswald Schäfer in Limburg an der Lahn und Hamburg, wo er als kaufmännischer Angestellter tätig war. Gegen ihn sowie Richard Lebküchner, den ehemaligen Leiter des Referats II E (Allgemeiner Arbeitseinsatz) der Stapoleitstelle München, wurde in den 1950er Jahren ein Ermittlungs- und Strafrechtsverfahren wegen Beihilfe zum Totschlag vor dem Landgericht München I eingeleitet. Verfahrensgegenstand war ein Antrag an das RSHA, mindestens 20 von der Gestapo München wegen verschiedener Straftaten festgenommener Ostarbeiter „sonderzubehandeln“ sowie die Veranlassung der Exekution nach der Entscheidung des RSHA und die Misshandlung von mindestens 60 bis 70 Ostarbeitern durch die Anordnung der „Kurzbehandlung“, wobei Prügelstrafen bis zu 75 Stockhieben verhängt wurden. Beiden Angeklagten konnten die Vorwürfe jedoch nicht mit ausreichender Sicherheit nachgewiesen werden, so dass es zum Freispruch kam. Der Revisionsantrag der Staatsanwaltschaft wurde vom Bundesgerichtshof zurückgewiesen. Im Entnazifizierungsverfahren wurde Schäfer als „Hauptschuldiger“ eingestuft. Der ehemalige Münchner Gestapo-Personalchef Werner Best, der als Jurist ohne Anwaltszulassung in der Kanzlei von Ernst Achenbach arbeitete, vermittelte Schäfer eine Anstellung als Manager.
Oswald Schäfer starb am 9. November 1991 in Hamburg.
Die Schwester des Verstorbenen, Lisette Schäfer, wurde am 8. August 2001 im Genueser Stadtteil Sanremo erdrosselt aufgefunden. Polizeiliche Ermittlungen förderten beträchtliche Werte in Bargeld, Schmuck und Immobilien sowie Dutzende von Offshore-Konten zu Tage. Einige Bankkonten fanden sich in Italien, die meisten im französischen Menton. Der stellvertretende Staatsanwalt Franc Pescetto schätzte, dass der Wert des Vermögens mit Sicherheit eine Milliarde italienische Lira überstieg.